# 佐野直
佐野直（さの なおし、1979年6月11日 - ）は、日本のプロレスラー。

## 経歴
1998年 - 2004年
- もともと屋台村プロレスなどで選手の写真を撮影していたことで有名なファンだったが、プロレスが真剣勝負ではないと勘違いしてしまい「俺もやれる」と選手を志した。デビューは1998年1月18日鶴見青果市場でのvs荒井修戦にて、IWA格闘志塾（後の国際プロレス）でのデビューである。プロレス活き活き塾・無限ではエースを務めるなどし活躍、インディー団体を中心に参戦していた。

2005年
- 2005年には全日本プロレス、ZERO1-MAXにも出場し、静岡プロレスでは団体エースとして活躍した。グレートプロレスリングにも参戦するなど活動の幅を広げている。

デビュー当時、その頃は素顔だった菊タローに憧れており、シングルマッチで初めて対戦した時は、デビュー戦よりも緊張したと述べる。試合技術が「しょっぱい」ことから、試合に勝ったり、タイトルを取ったりすると必ずブーイングが巻き起こる。更には新木場1stRINGで自身の看板を設置しており、ファンから顰蹙を買っていた(現在は契約終了により撤去済)。
2006年
- 12月31日、後楽園ホールで行われるインディー・サミットで行われる社長ランブルへの出場を画策し、静岡プロレス社長に就任。しかし勝手にある選手の許可を得たと触れ回り出場を志願したことで関係者の顰蹙を買い、出場は流れた。

2008年
- 5月18日、新宿FACEにてデビュー10周年記念興行を開催した。
- 10月18日に新木場1stRINGで行われた佐野主催の合同練習内にて、練習に参加したレスラー同士でダブルインパクトの練習を行ったところ、技を受けた選手が後頭部から落下、首を強打する事故が起きた。技を受けた選手は、事故から6日後の10月24日に死去（詳細は2008年10月18日のリング禍を参照）。

2009年
- 2月26日、死亡事故の当事者である他2名とともに業務上過失致死罪として死亡した新人レスラーの遺族から刑事告訴を受ける。

2010年
- 8月27日、上記死亡事故について業務上過失致死容疑で、当事者である他2名とともに警視庁東京湾岸警察署から東京地方検察庁に書類送検された[1]。

2012年
- 5月5日、自主興行「TRUE〜ッス#1」を開催。TAKESHIBAコロシアムのこけら落としとなった。

2013年
- 自主興行「プロレス佐野魂」を開催。

2014年
- プロレス佐野魂の両国進出を2015年に行うと発表。

2015年
- 4月11日、みちのくプロレスで活躍中のムーの太陽に入信するもブーイングをくらいまくる。

## 得意技

### フィニッシュ・ホールド
垂直落下式風ブレーンバスター
現在の主なフィニッシュ・ホールド。その名の通り垂直落下式の体勢で落ちるが、実際は通常のブレーンバスターの型である。

### 打撃技
スタンリーちゃんボンバー
ランニングラリアット。不利な状況に陥った際のカウンターとして良く使われる。
張り手
思い切り自分の胸を叩き、相手の顔面に放つ打撃技。KENSOをオマージュとしている。
トランスレイヴ

### 組み技
SA-NOドライバー
相手をロープに振ってからのオクラホマ・スタンピード。
SA-NOスタナー
サノクラッチ
みちのくドライバーII
ジャーマン・スープレックス

### 関節技
サラマンダーショック
座っている相手に仕掛けるフェイスロック。

### 飛び技
SA-NOスプラッシュ
フロッグ・スプラッシュ。
トペ・スイシーダ

## タイトル歴
- アイアンマンヘビーメタル級王座（第7代、第22代、第34代、第239代、第287代、第291代、第667代、第669代、第671代、第673代、第679代、第686代、第704代、第708代、第732代）
- FTO認定ローカルインディータッグ王座（初代）
- リッキー・フジ認定アグレッシブ世界ヘビー級王座（初代）

## 入場曲
- 初代 : ALL MY TRUE LOVE（SPEED）
- 2代目 : Rusty Nail（X JAPAN）
- 3代目 : ダブルドラゴンのメインテーマ